# بيزو ديل سول
بيزو ديل سول (بالإنجليزية: Pizzo del Sole)‏ هو أحد جبال سلسلة جبال الألب ليبونتيني ويقع في كانتون تيسينو في سويسرا. يحتل المرتبة رقم 275 في قائمة جبال سويسرا من حيث الارتفاع، إذ يبلغ ارتفاعه حوالي 2773 متر، بينما يبلغ ارتفاع نتوء الجبل 555 متر.